# (1566) Icarus
(1566) Icarus er en nærjords-asteroide af Apollo typen med det usædvanlige kendetegn, at perihelium er tættere ved Solen end planeten Merkur. At den kommer så tæt på Solen skyldes at den bevæger sig i en, for asteroider, meget aflang banebevægelse (lille excentricitet på 0,826809).
Den blev opdaget 27. juni 1949 af Walter Baade ved Palomar-observatoriet, og er opkaldt efter Ikaros (dansk stavemåde) fra den græske mytologi, der mod gode råd fløj for tæt på Solen.
Ikarus kommer med mellemrum tæt på Jorden. Sidste gang var den 16. juni 2015, hvor den passerede i en afstand af 0,0538362 AE (8.053.781 km, ca. 21 Måne afstande). Ikarus passerer også af og til tæt forbi både; Merkur, Venus og Mars.